# Kaffemaskine
En kaffemaskine er et apparat til brygning af kaffe. Flertallet af kaffemaskiner er elektriske som filterkaffemaskiner, espressomaskiner, kaffekapselmaskiner og kaffeautomater. Nogle er mekaniske som eksempelvis stempelkander. Herudover findes der fuldautomatiske espressomaskiner, semi-automatiske espressomaskiner og automatiske espressomaskiner.

## Filterkaffemaskine
Filterkaffemaskiner fungerer på den måde, at man hælder vand i en beholder og opmåler kaffepulver i et kaffefilter. Herefter tænder kaffemaskinen, så vandet bliver opvarmet og løber gennem pulveret ned i en kaffekande som færdig kaffe. Resultatet af denne bryggemetode kaldes filterkaffe. Den første kaffemaskine som vi kender den i dag blev opfundet 1936 af en ukendt opfinder.

## Kaffekapselmaskine
Kaffekapselmaskiner er som kaffepadmaskiner beregnet til portionskaffe. Der hældes vand i en beholder og der isættes en kaffekapsel i kaffemaskinen. På platformen under kaffemaskinens studs placeres en kop eller et krus. Herefter trykkes maskinens startknap ind og kaffemaskinen fremstiller et afmålt krus/kop kaffe. Nogle kaffekapselmaskiner kan også bruges til brygning af te og varm kakao efter de samme funktionsprincipper.

## Espressomaskine
Inden for espressomaskiner findes der manuelle espressomaskiner, og kaldt semi-automatiske espressomaskiner. Hertil findes der automatiske- og fuldautomatiske espressomaskiner. Automatiske og fuldautomatiske espressomaskiner klarer hele brygningen. Maskinerne har egne bønnebeholderen, hvorfra maskinen selv dosere, kværner samt stamper kaffen - til den styrke man selv ønsker. De fuldautomatiske espressomaskiner kommer med integreret mælkebeholder, hvor mælken automatisk skummes.